# 2023年FIBAバスケットボール・ワールドカップ日本代表
2023年FIBAバスケットボール・ワールドカップ日本代表（2023ねんFIBAバスケットボールワールドカップにほんだいひょう）は、2023年FIBAバスケットボール・ワールドカップに出場したバスケットボール男子日本代表である。
今大会はフィリピン・日本・インドネシアの3国共催となったため、開催国として出場。
1次ラウンドは今大会で優勝したドイツと東京オリンピック銅メダルのオーストラリアに敗れるも、フィンランドに逆転で2006年大会のパナマ戦以来、対ヨーロッパ相手に初の勝利を挙げた。2次ラウンド進出はならなかったものの、順位決定ラウンドでベネズエラ、カーボベルデに連勝し、過去最高となる3勝2敗でアジア最上位の19位で終え、2024年パリオリンピック出場を決めた。
なお、日本の5試合はすべて沖縄アリーナで行われた。

## スタッフ
- ヘッドコーチ：トム・ホーバス
- アソシエイトヘッドコーチ：コーリー・ゲインズ
- アシスタントコーチ：勝久ジェフリー
- アシスタントコーチ：佐々宜央

## 選手
| No. | 氏名                   | P    | 身長/体重   | 生年月日   | 所属                     | 備考          |
| --- | ---------------------- | ---- | ----------- | ---------- | ------------------------ | ------------- |
| 2   | 富樫勇樹               | PG   | 167cm/65kg  | 1993/7/30  | 千葉ジェッツ             |               |
| 5   | 河村勇輝               | PG   | 172cm/68kg  | 2001/5/2   | 横浜ビー・コルセアーズ   |               |
| 6   | 比江島慎               | SG   | 191cm/88kg  | 1990/8/11  | 宇都宮ブレックス         |               |
| 12  | 渡邊雄太               | SF   | 206cm/97kg  | 1994/10/13 | フェニックス・サンズ     | 唯一のNBA所属 |
| 18  | 馬場雄大               | SG   | 195cm/90kg  | 1995/11/7  | 日本バスケットボール協会 |               |
| 19  | 西田優大               | SG   | 190cm/90kg  | 1999/3/13  | シーホース三河           |               |
| 24  | ジョシュ・ホーキンソン | C/PF | 208cm/106kg | 1995/6/23  | サンロッカーズ渋谷       | 帰化選手枠    |
| 30  | 富永啓生               | SG   | 188cm/80kg  | 2001/2/1   | ネブラスカ大学           | 唯一の大学生  |
| 31  | 原修太                 | SF   | 187cm/96kg  | 1993/12/17 | 千葉ジェッツ             |               |
| 75  | 井上宗一郎             | PF   | 201cm/105kg | 1999/5/7   | 越谷アルファーズ         |               |
| 91  | 吉井裕鷹               | SF   | 196cm/94kg  | 1998/6/4   | アルバルク東京           |               |
| 99  | 川真田紘也             | C    | 204cm/110kg | 1998/6/16  | 滋賀レイクス             |               |